# Écogeste

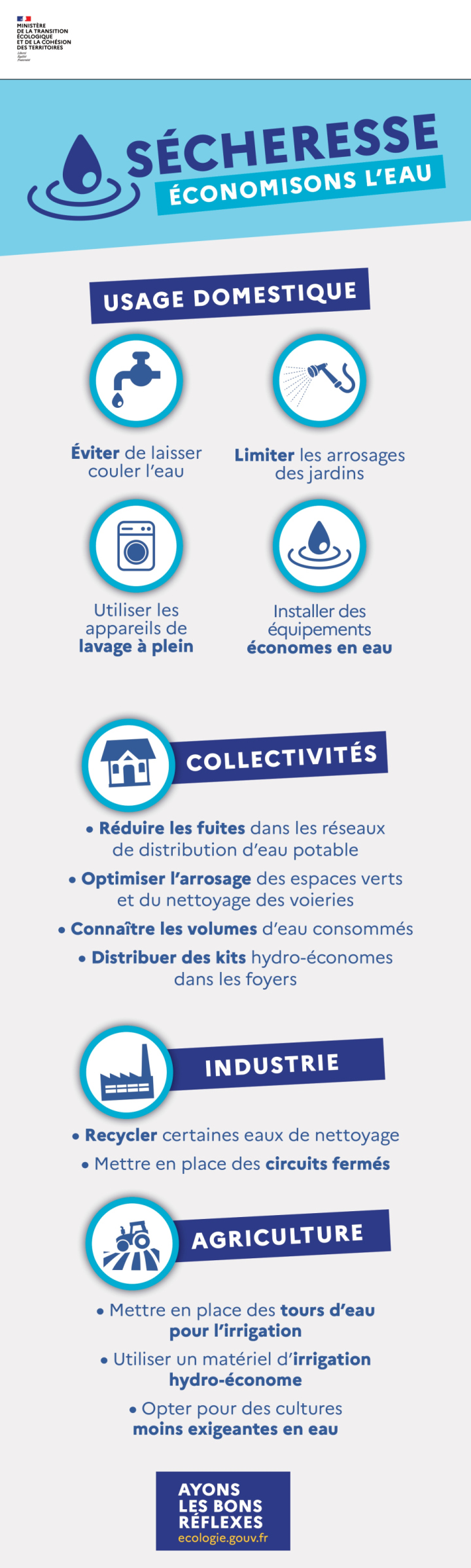
Infographie réalisée par le ministère de la Transition écologique et de la Cohésion des territoires pour expliquer les principaux moyens d'économiser l'eau.

Un écogeste est une action ou une habitude effectuée de façon à limiter l'impact environnemental de son mode de vie.
Plusieurs agences gouvernementales françaises promeuvent les écogestes,[source insuffisante], ainsi que des organismes ou ONG,.